# Rafael Tolosa
Rafael Antonio Tolosa Calvo (* 23. August 1958 in Chitaraque) ist ein ehemaliger kolumbianischer Radrennfahrer.

## Sportliche Laufbahn
Tolosa war im Straßenradsport aktiv. Als Amateur wurde er 1981 Vizemeister im Straßenrennen hinter Carlos Jaramillo. 1982 wurde er Gesamtsieger der Vuelta a Guatemala mit vier Etappenerfolgen. Von 1986 bis 1991 war er Berufsfahrer. Er gehörte der ersten kolumbianischen Mannschaft an, die bei der Tour de France startete. Unter dem Namen „Colombia-Varta“ fuhr die kolumbianische Nationalmannschaft der Amateure mit einer Sondergenehmigung der Union Cycliste Internationale (UCI) die Tour de France 1983. 1983 und 1985 holte er einen Etappensieg in der Vuelta al Táchira. 1983 gewann er eine Etappe Vuelta a Cundinamarca, 1984 und 1985 in der Vuelta a Colombia, 1988 in der Vuelta a Venezuela.
Tolosa bestritt alle Grand Tours. Die Tour de France 1983 beendete er nicht. In der Vuelta a España 1988 wurde er 61., im Giro d’Italia 1991 65.